# Evan Rachel Wood
Evan Rachel Wood (n. 7 septembrie 1987, Raleigh, Carolina de Nord, SUA) este o actriță americană. Ea și-a început cariera în actorie în anii 1990, apărând în câteva seriale de televiziune, printre care și American Gothic (1995–1996) și Once and Again (1999–2002). A debutat într-un rol principal de film la vârsta de nouă ani în pelicula Digging to China (1998) și a devenit cunoscută prin rolul său din filmul Thirteen (2003), pentru care a fost nominalizată la Globul de Aur.
După aceasta a continuat să apară preponderent în filme independente, cum ar fi Pretty Persuasion (2005), Down in the Valley (2006), Running with Scissors (2006), Across the Universe (2007), iar din 2008, a apărut și în filme mainstream, printre care The Wrestler (2008), Whatever Works (2009) și The Ides of March (2011).

## Biografie

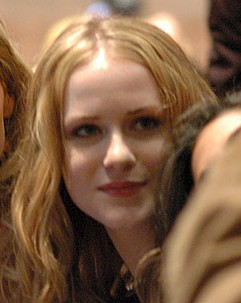
Evan Rachel Wood în 2005

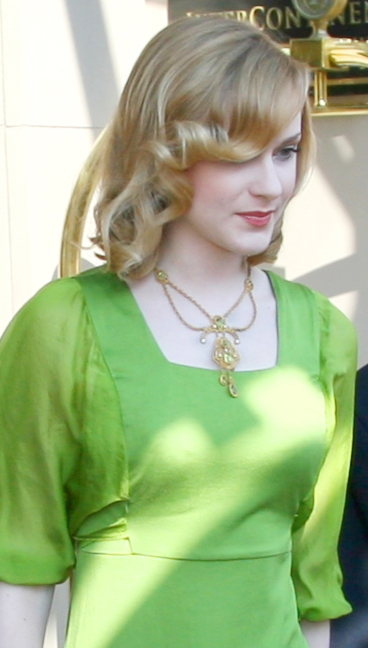
Wood la Festivalul Internațional de Film de la Toronto în 2007

Evan Rachel Wood s-a născut în Raleigh, Carolina de Nord, SUA. Tatăl ei, Ira David Wood III, este un actor, cântăreț, regizor de teatru și dramaturg proeminent pe plan local; de asemenea este și director executiv al companiei de teatru regional Theatre in the Park. Mama sa, Sara Lynn Moore (n. 6 martie 1958), este actriță, regizor și profesor de actorie. Fratele lui Wood, Ira David Wood IV, de asemenea, este actor; iar înafară de el Evan mai are doi frați și o soră. Unchiul său pe linie paternală, Carol Winstead Wood, a fost un designer de producție Hollywood.

### Viața personală
Wood a început o relație cu actorul britanic Jamie Bell în 2005, după ce cei doi au apărut videoclipul piesei "Wake Me Up When September Ends" al trupei Green Day. Ei și-au făcut tatuaje cu inițiale partenerului; Wood și-a imprimat un "J" pe glezna stângă. După un an împreună, relația celor doi s-a încheiat în 2006.
În ianuarie 2007, a devenit publică relația lui Wood cu Marilyn Manson. Cuplul s-a despărțit în noiembrie 2008, iar mai apoi s-a reunit, ca în ianuarie 2010 să se zvonească că cei doi s-ar fi căsătorit. Wood și Manson și-au încheiat definitiv relația lor în august 2010.
În vara lui 2011, s-a comunicat că Wood și-a reluat relația cu Jamie Bell, la cinci ani după ce cei doi s-au despărțit. The couple married in a small ceremony on 30 octombrie 2012. Cuplul are împreună un fiu, născut în iulie 2013. În mai 2014, Wood și Bell au anunțat că s-au separat după 19 luni de mariaj.
În august 2012, Wood a făcut un coming out via Twitter, recunoscând că este bisexuală.
Mama lui Wood este convertită la iudaism, iar tatăl ei este creștin. În anul 2003 Wood a spus că este evreică. În 2012 ea a afirmat, "Eu cred în Dumnezeu dar nu sunt religioasă. Sunt spirituală. Definiția mea pentru Dumnezeu nu este în nici o religie. Este ceva foarte personal".
Evan Rachel Wood posedă centura neagră în taekwondo.

## Filmografie
| An   | Titlu                                              | Rol                         | Note                        |
| ---- | -------------------------------------------------- | --------------------------- | --------------------------- |
| 1994 | In the Best of Families: Marriage, Pride & Madness | Little Susie                | Film de televiziune         |
| 1994 | Search for Grace                                   | Young Sarah/Robin           | Film de televiziune         |
| 1995 | A Father for Charlie                               | Tessa                       | Film de televiziune         |
| 1995 | Death in Small Doses                               | Anna                        | Film de televiziune         |
| 1997 | Digging to China                                   | Harriet Frankovitz          |                             |
| 1997 | Get to the Heart: The Barbara Mandrell Story       | N/A                         | Film de televiziune         |
| 1998 | Practical Magic                                    | Kylie Owens                 |                             |
| 1998 | Detour                                             | Daniella Rogers             | Direct-to-video             |
| 1999 | Down Will Come Baby                                | Robin Garr                  | Film de televiziune         |
| 2001 | Little Secrets                                     | Emily Lindstrom             |                             |
| 2002 | S1m0ne                                             | Lainey Christian            |                             |
| 2003 | Thirteen                                           | Tracy Louise Freeland       |                             |
| 2003 | The Missing                                        | Lily Gilkeson               |                             |
| 2005 | Pretty Persuasion                                  | Kimberly Joyce              |                             |
| 2005 | The Upside of Anger                                | Lavender "Popeye" Wolfmeyer |                             |
| 2005 | Down in the Valley                                 | October "Tobe"              |                             |
| 2006 | Asterix and the Vikings                            | Abba                        | Voce (dublaj în engleză)    |
| 2006 | Shark Bait                                         | Cordelia                    | Voce                        |
| 2006 | Running with Scissors                              | Natalie Finch               |                             |
| 2007 | King of California                                 | Miranda                     |                             |
| 2007 | The Life Before Her Eyes                           | Young Diana McFee           |                             |
| 2007 | Battle for Terra                                   | Mala                        | Voce                        |
| 2007 | Across the Universe                                | Lucy Carrigan               |                             |
| 2008 | The Wrestler                                       | Stephanie Ramzinski         |                             |
| 2009 | Whatever Works                                     | Melodie St. Ann Celestine   |                             |
| 2010 | The Conspirator                                    | Anna Surratt                |                             |
| 2011 | The Ides of March                                  | Molly Stearns               |                             |
| 2013 | Charlie Countryman                                 | Gabi Ibanescu               |                             |
| 2013 | A Case of You                                      | Birdie Hazel                |                             |
| 2014 | Barefoot                                           | Daisy Kensington            |                             |
| 2015 | Strange Magic                                      | Marianne                    | Voce                        |
| 2015 | Into the Forest                                    | Eva                         | Post-producție              |
| 2015 | Can't Deny My Love                                 |                             | Brandon Flowers Music Video |
| 2017 | Allure                                             | Laura Drake                 |                             |
| 2018 | Flavors of Youth                                   | Yi Lin (voce)               |                             |
| 2019 | Frozen II                                          | Queen Iduna (voce)          |                             |
| 2020 | Kajillionaire                                      | Old Dolio Dyne              |                             |
| 2020 | Showbiz Kids                                       |                             | Documentar                  |
| 2020 | Viena and the Fantomes                             | Susi                        |                             |
| 2022 | Weird: The Al Yankovic Story                       | Madonna                     | Also executive producer     |
| 2023 | Backspot                                           | Eileen McNamara             |                             |

| An        | Titlu                          | Rol                   | Note                                  |
| --------- | ------------------------------ | --------------------- | ------------------------------------- |
| 1995–1996 | American Gothic                | Rose Russell          | 3 episoade                            |
| 1998–1999 | Profiler                       | Chloe Waters          | 6 episoade                            |
| 1999–2002 | Once and Again                 | Jessie Sammler        | Main cast; 55 episoade                |
| 2000      | Touched by an Angel            | Sarah Radcliff        | Episodul: "Pandora's Box"             |
| 2002      | The West Wing                  | Hogan Cregg           | Episodul: "The Black Vera Wang"       |
| 2003      | CSI: Crime Scene Investigation | Nora Easton           | Episodul: "Got Murder?"               |
| 2009–2011 | True Blood                     | Sophie-Anne Leclerq   | 8 episoade                            |
| 2011      | Mildred Pierce                 | Veda Pierce           | Miniseries; 2 episoade                |
| 2013      | Robot Chicken                  | Minnie Mouse / mother | Voce; episodul: "Botched Jewel Heist" |
| 2016–2022 | Westworld                      | Dolores Abernathy     | 4 sezoane                             |

## Premii și nominalizări
| An   | Rezultat     | Premiu                                             | Categorie                                                                                        | Lucrare             |
| ---- | ------------ | -------------------------------------------------- | ------------------------------------------------------------------------------------------------ | ------------------- |
| 1999 | Nominalizare | Young Artist Awards                                | Best Performance in a Feature Film: Supporting Young Actress                                     | Practical Magic     |
| 1999 | Nominalizare | YoungStar Awards                                   | Best Performance by a Young Actress in a Mini: Series/Made for TV Film                           | Down Will Come Baby |
| 2000 | Nominalizare | Young Artist Awards                                | Best Performance in a TV Drama Series: Supporting Young Actress                                  | Profiler            |
| 2000 | Nominalizare | YoungStar Awards                                   | Best Young Actress/Performance in a Drama TV Series                                              | Once and Again      |
| 2001 | Câștigat     | Young Artist Awards                                | Best Ensemble in a TV Series (Drama or Comedy)                                                   | Once and Again      |
| 2002 | Nominalizare | Young Artist Awards                                | Best Performance in a Feature Film: Leading Young Actress                                        | Little Secrets      |
| 2003 | Nominalizare | Young Artist Awards                                | Best Performance in a Feature Film: Leading Young Actress                                        | The Missing         |
| 2003 | Câștigat     | Bratislava International Film Festival             | Special Mention Award                                                                            | Thirteen            |
| 2003 | Nominalizare | Washington DC Area Film Critics Association Awards | Best Actress                                                                                     | Thirteen            |
| 2004 | Câștigat     | Las Vegas Film Critics Society                     | Youth in Film                                                                                    | Thirteen            |
| 2004 | Nominalizare | Phoenix Film Critics Society                       | Best Performance by an Actress in a Leading Role                                                 | Thirteen            |
| 2004 | Nominalizare | Phoenix Film Critics Society                       | Best Performance by a Youth in a Lead or Supporting Role: Female                                 | Thirteen            |
| 2004 | Câștigat     | Phoenix Film Critics Society                       | Breakthrough Performance: On Screen                                                              | Thirteen            |
| 2004 | Câștigat     | Prism Awards                                       | Performance in a Theatrical Feature Film                                                         | Thirteen            |
| 2004 | Nominalizare | Young Artist Awards                                | Best Performance in a Feature Film: Leading Young Actress                                        | Thirteen            |
| 2004 | Nominalizare | Satellite Awards                                   | Best Performance by an Actress in a Motion Picture: Drama                                        | Thirteen            |
| 2004 | Nominalizare | MTV Movie Awards                                   | Breakthrough Female Performance                                                                  | Thirteen            |
| 2004 | Nominalizare | Broadcast Film Critics Association                 | Best Young Actor/Actress                                                                         | Thirteen            |
| 2004 | Nominalizare | Golden Globes                                      | Best Performance by an Actress in a Motion Picture: Drama                                        | Thirteen            |
| 2004 | Nominalizare | Screen Actors Guild Awards                         | Outstanding Performance by a Female Actor in a Leading Role                                      | Thirteen            |
| 2008 | Nominalizare | Utah Film Critics Association                      | Best Supporting Performance by an Actress                                                        | The Wrestler        |
| 2011 | Nominalizare | Emmy Award                                         | Outstanding Supporting Actress in a Miniseries or Movie                                          | Mildred Pierce      |
| 2011 | Nominalizare | Satellite Awards                                   | Best Actress in a Supporting Role in a Series, Mini-Series or Motion Picture Made for Television | Mildred Pierce      |
| 2012 | Nominalizare | Golden Globe Award                                 | Best Actress in a Supporting Role in a Series, Mini-Series or Motion Picture Made for Television | Mildred Pierce      |
| 2012 | Nominalizare | Broadcast Film Critics Association                 | Best Acting Ensemble                                                                             | The Ides of March   |
| 2012 | Nominalizare | Central Ohio Film Critics Association              | Best Ensemble                                                                                    | The Ides of March   |